# Ballay
Ballay település Franciaországban, Ardennes megyében. Lakosainak száma 245 fő (2022. január 1.). Ballay Boult-aux-Bois, La Croix-aux-Bois, Quatre-Champs, Toges, Vandy és Vouziers községekkel határos.

## Népesség
A település népességének változása:
| Lakosok száma | 267  | 230  | 254  | 243  | 257  | 277  | 289  | 268  | 257  | 245  |
|               | 1968 | 1982 | 1990 | 2006 | 2013 | 2015 | 2017 | 2019 | 2020 | 2022 |